# Torre del Pian dell'Isola
La torre del Pian dell'Isola è una torre situata ai margini del capoluogo del comune di Rignano sull'Arno nella Città metropolitana di Firenze.

## Storia e Descrizione
La torre, del XII secolo, deve essere sorta come torre di avvistamento a guardia della valle dell'Arno e forse connessa all'attraversamento del fiume. Nonostante una recente ristrutturazione, presenta tracce evidenti di muratura medievale, archetti e beccatelli nell'area sommitale ed è costituita da pietre di medie e piccole dimensioni disposte in filari regolari e paralleli con angolate rifinite con grosse bozze in arenaria, usata anche per le cornici marcapiano ed alcune decorazioni delle finestre. 
Il coronamento della torre si è conservato solo in parte, come si nota dal rifacimento della sezione collocata sotto il tetto, in parte intonacata in parte cementata, mentre altri interventi di restauro sono identificabili nel rifacimento di alcuni beccatelli in laterizio e nella ricostruzione del caminetto e di alcune finestre.
Le aperture oggi esistenti sulla facciata sud sono il frutto di interventi recenti, mentre la piccola finestra sul lato occidentale, rifinita in arenaria, si può considerare coeva alla muratura, databile, per tipologia e lavorazione, alla metà del XIII secolo, anche se alcuni elementi, in particolare quelli in pietra serena, si possono riferire con sicurezza ad interventi successivi (secoli XIV-XV). 
Il resto della struttura ripropone alcuni caratteri della “casa da signore” due-trecentesca: una corte interna circondata da una cortina muraria in fase con la torre sulla quale si apre una porta di accesso e una serie di corpi di fabbrica, oggi intonacati, addossati al nucleo originale.
Ai primi del Quattrocento, la «torre o fortilizio detto La Torre a Isola» era di proprietà del fiorentino Lorenzo di Totto Gualterotti.
Successivamente venne acquistata dalla famiglia dei Pepi, Patrizi fiorentini, che la trasformarono in casa da signore annessa alla loro villa sul poggio davanti alla torre. La nobile famiglia dei Pepi è tuttora proprietaria dell'antico edificio .